# Qisciara bellula
Qisciara bellula är en tvåvingeart som beskrevs av Yang, Zhang och Yang 1993. Qisciara bellula ingår i släktet Qisciara och familjen sorgmyggor.
Artens utbredningsområde är Guizhou (Kina). Inga underarter finns listade i Catalogue of Life.